# Públio Cornélio Lêntulo Cipião (cônsul em 2)
Públio Cornélio Lêntulo Cipião (em latim: Publius Cornelius Lentulus Scipio) foi um senador romano da gente Cornélia nomeado cônsul sufecto em julho de 2 com Tito Quíncio Crispino Valeriano. Foi pai de Públio Cornélio Lêntulo Cipião, cônsul em 24, e, possivelmente, de Públio Cornélio Lêntulo, cônsul sufecto em 27.
É possível que seu pai tenha sido Cneu Cornélio Lêntulo Áugure, cônsul em 14 a.C..